# Charouz Racing System
Charouz Racing System – czeski zespół wyścigowy, założony w 1985 przez Antonína Charouza. Obecnie ekipa startuje w Formule Renault 3.5, FIA GT3 European Championship, Czech Touring Car Championship, Czech Rally Championship i Czech Sprintrally Championship. W przeszłości zespół pojawiał się także na starcie F3000 International Masters, A1 Grand Prix oraz Auto GP.

## Historia
W latach osiemdziesiątych, zespół Charouz uczestniczył w European Championship of Circuit Races' 1600 cc korzystając z samochodu Toyota Corolla. Charouz Racing System zajął się także budową samochodów rajdowych. Początkowo zespół brał udział jedynie w rajdowych mistrzostwach kraju, jednak od 1998 roku startuje także w Rajdowych Samochodowych Mistrzostwach Europy.
W serii A1 Grand Prix ekipa startowała od samego początku, tj. od 2005 roku. Kierowała w niej zespołem czeskim, a w późniejszych latach także i brazylijskim.
W 2007 roku zespół postanowił startować w serii samochodów długodystansowych Le Mans. Największy sukces Charouz Racing System uzyskał w 2009 roku, kiedy to w składzie: Jan Charouz, Tomáš Enge i Stefan Mücke zespół zdobył mistrzowski tytuł. Również starty w samochodach GT przyniosły wymierne skutki - zespół odniósł zwycięstwo w klasyfikacji w sezonie 2012 FIA GT3 European Championship.
Od 2011 roku zespół startuje także w Formule Renault 3.5. Jednak od początku jego starty były wspierane przez spółkę Genii Capital - właściciela zespołu Lotus Renault GP w Formule 1. Ze zmianą nazwy zespołu w Formule 1 przyszla zmiana nazwy Charouz Racing System w Formule Renault 3.5 - od 2012 roku ekipa widnieje na liście startowej jako Lotus. W pierwszym sezonie startów Jan Charouz i Brendon Hartley zapewnili zespołowi 7 lokatę w klasyfikacji generalnej. W 2013 roku jedynie Sørensen wystartował we wszystkich wyścigach i on spisał się najlepiej. Łącznie 165 punktów (w tym 122 Sørensena) dały zespołowi 6 lokatę w klasyfikacji końcowej.
W sezonie 2014 etatowymi kierowcami zespołu zostali Marlon Stöckinger oraz Matthieu Vaxivière. Obaj zdołali dwukrotnie stawać na podium, jednak nigdy nie wygrywali. Podczas rund w Belgii i w Rosji, z powodu problemów zdrowotnych Francuz został zastąpiony przez Richie Stanawaya, który był trzeci podczas drugiego wyścigu w Moskwie. W klasyfikacji generalnej dorobek 177 punktów dał ekipie piąte miejsce.

## Starty

### Formuła Renault 3.5
W 2010 roku Charouz Racing System zawarł współpracę ze spółkę Genii Capital i startował w sezonie 2011 jako Gravity–Charouz Racing
Od sezon 2012 Charouz Racing System figuruje na liście startowej jako Lotus
| Rok  | Bolid           | Kierowcy           | Wyścigi | Wygrane | PP | NO | Pkt | M.K. | M.Z. |
| ---- | --------------- | ------------------ | ------- | ------- | -- | -- | --- | ---- | ---- |
| 2011 | Dallara-Renault | Jan Charouz        | 17      | 0       | 0  | 1  | 10  | 25   | 7    |
| 2011 | Dallara-Renault | Brendon Hartley    | 16      | 0       | 0  | 2  | 95  | 7    | 7    |
| 2012 | Dallara-Renault | Richie Stanaway    | 5       | 0       | 0  | 0  | 8   | 22   | 6    |
| 2012 | Dallara-Renault | César Ramos        | 4       | 0       | 0  | 0  | 0   | 30   | 6    |
| 2012 | Dallara-Renault | Nigel Melker       | 2       | 0       | 0  | 0  | 15  | 19   | 6    |
| 2012 | Dallara-Renault | Kevin Korjus       | 16      | 0       | 0  | 0  | 69  | 10   | 6    |
| 2012 | Dallara-Renault | Marco Sørensen     | 17      | 1       | 0  | 0  | 122 | 6    | 6    |
| 2013 | Dallara-Renault | Marco Sørensen     | 17      | 2       | 2  | 1  | 113 | 7    | 7    |
| 2013 | Dallara-Renault | Marlon Stöckinger  | 17      | 0       | 0  | 0  | 23  | 18   | 7    |
| 2014 | Dallara-Renault | Marlon Stöckinger  | 17      | 0       | 0  | 0  | 73  | 9    | 5    |
| 2014 | Dallara-Renault | Matthieu Vaxivière | 13      | 0       | 0  | 0  | 83  | 8    | 5    |
| 2014 | Dallara-Renault | Richie Stanaway    | 4       | 0       | 0  | 0  | 21  | 18   | 5    |

### Auto GP
W 2010 roku Charouz Racing System zawarł współpracę ze spółkę Genii Capital i startował w sezonie 2010 jako Charouz - Gravity Racing
| Rok  | Bolid      | Kierowcy          | Wyścigi | Wygrane | PP | NO | Pkt | M.K. | M.Z. |
| ---- | ---------- | ----------------- | ------- | ------- | -- | -- | --- | ---- | ---- |
| 2010 | Lola-Zytek | Tomáš Kostka      | 0       | 0       | 0  | 0  | 0   | NS   | 2    |
| 2010 | Lola-Zytek | Stefano Coletti   | 2       | 0       | 0  | 0  | 2   | 20   | 2    |
| 2010 | Lola-Zytek | Natacha Gachnang  | 6       | 0       | 0  | 0  | 1   | 21   | 2    |
| 2010 | Lola-Zytek | Esteban Guerrieri | 2       | 0       | 0  | 0  | 5   | 18   | 2    |
| 2010 | Lola-Zytek | Walter Grubmüller | 4       | 0       | 0  | 0  | 2   | 19   | 2    |
| 2010 | Lola-Zytek | Alexander Sims    | 4       | 0       | 0  | 0  | 0   | 25   | 2    |
| 2010 | Lola-Zytek | Jan Charouz       | 12      | 0       | 0  | 0  | 36  | 4    | 2    |
| 2010 | Lola-Zytek | Adrien Tambay     | 12      | 1       | 0  | 1  | 29  | 6    | 2    |

### A1 Grand Prix
| Rok       | Bolid      | Kierowcy               | Wyścigi | Wygrane | PP | NO | Pkt | M.Z. |
| --------- | ---------- | ---------------------- | ------- | ------- | -- | -- | --- | ---- |
| 2005/2006 | Lola-Zytek | A1 Team Czech Republic | 22      | 1       | 0  | 0  | 56  | 12   |
| 2006/2007 | Lola-Zytek | A1 Team Czech Republic | 22      | 0       | 0  | 0  | 27  | 12   |
| 2006/2007 | Lola-Zytek | A1 Team Brazil         | 22      | 0       | 0  | 0  | 9   | 18   |
| 2007/2008 | Lola-Zytek | A1 Team Czech Republic | 20      | 0       | 0  | 0  | 10  | 19   |